# Stanisław Weber (powstaniec)
Stanisław Weber ps. „Chirurg”, „Popiel” (ur. 5 października 1906 we Lwowie, zm. 25 kwietnia 1990 w Płońsku) – podpułkownik dyplomowany artylerii Wojska Polskiego, powstaniec warszawski.

## Życiorys
Syn Alfreda i Izabeli. Brał udział w wojnie polsko-bolszewickiej, w 1921 r. wziął udział w III Powstaniu Śląskim. W 1924 zdał egzamin dojrzałości w VIII Państwowym Gimnazjum im. Króla Kazimierza Wielkiego we Lwowie, a w 1927 r. ukończył Akademię Handlową we Lwowie. W 1928 został przyjęty do Szkoły Podchorążych Artylerii w Toruniu. 15 sierpnia 1930 Prezydent RP Ignacy Mościcki mianował go podporucznikiem ze starszeństwem z dniem 15 sierpnia 1930 i 3. lokatą w korpusie oficerów artylerii, a Minister Spraw Wojskowych wcielił do 6 pułku artylerii ciężkiej we Lwowie. W latach 1936–1938 był słuchaczem Wyższej Szkoły Wojennej w Warszawie (XVII promocja). Na stopień kapitana został awansowany ze starszeństwem z dniem 19 marca 1939 i 45. lokatą w korpusie oficerów artylerii. W tym czasie pełnił służbę w dowództwie 20 Dywizji Piechoty w Baranowiczach, jako dubler I oficera sztabu.
W kampanii wrześniowej 1939 kwatermistrz 20 Dywizji Piechoty. Brał udział w walkach pod Mławą oraz w obronie Warszawy. Od października 1939 działał w konspiracji. Od 1943, także w powstaniu warszawskim, był szefem sztabu i równolegle szefem Wydziału III (operacyjnego) Komendy Okręgu Warszawskiego AK. 11 listopada 1942 został awansowany na majora, a 27 września 1944 podpułkownikiem. 20 września 1944 został szefem sztabu Warszawskiego Korpusu AK. W jego mieszkaniu przy ul. Grójeckiej 104 przebywali uciekinierzy z warszawskiego getta.
Po upadku powstania przebywał w niewoli niemieckiej. Do 1972 przebywał na emigracji.

## Życie prywatne
Żonaty z Barbarą.

## Ordery i odznaczenia
- Krzyż Srebrny Orderu Wojskowego Virtuti Militari nr 12738[10]
- Krzyż Walecznych trzykrotnie